# Dmitrij Sosnowski

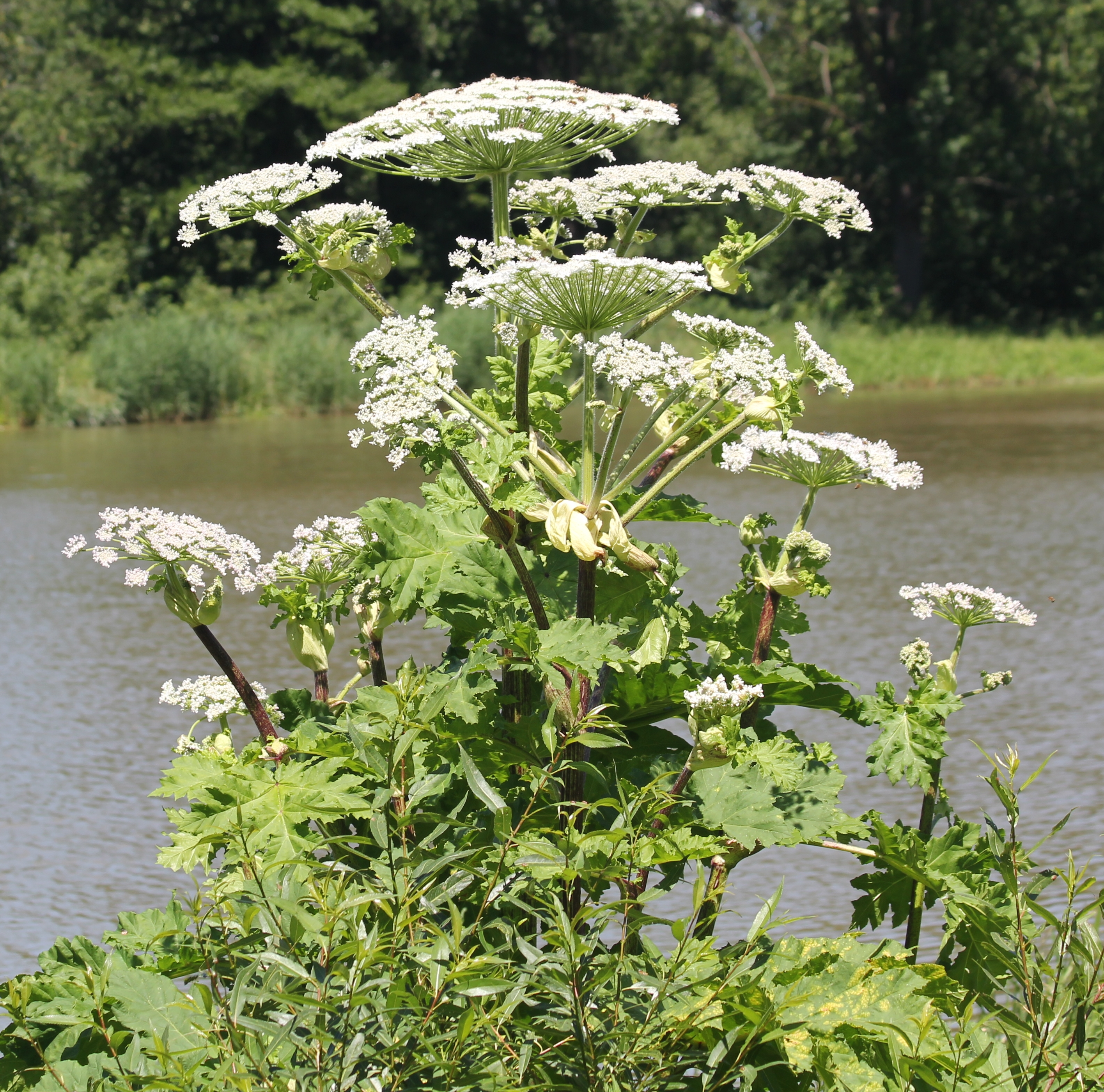
Barszcz Sosnowskiego

Dmitrij Iwanowicz Sosnowski (ros. Дмитрий Иванович Сосновский, ur. 19 czerwca?/1 lipca 1886 w Aleksandropolu, zm. 20 kwietnia 1953) – rosyjski botanik.

## Życiorys
Zajmował się głównie taksonomią roślin i fitogeografią. Członek zwyczajny Akademii Nauk Gruzińskiej SRR, Zasłużony Działacz Nauki Gruzińskiej SRR. Odkrył i opisał około 130 gatunków roślin.
Ukończył studia na Imperatorskim Uniwersytecie Noworosyjskim w Odessie w 1909 r. Następnie był pracownikiem Ogrodu Botanicznego w Tbilisi, wykładał też na uczelniach w tym mieście. Odbył wiele wypraw botanicznych do Kaukazu. Brał udział w opracowaniu ośmiotomowej Flory Gruzji (1941–1952).

## Upamiętnienie
W uznaniu jego zasług nazwano na jego cześć rodzaj Sosnovskya Takht. i wiele gatunków roślin, m.in. barszcz Sosnowskiego.